# Fjodor Aleksejevitj Golovin

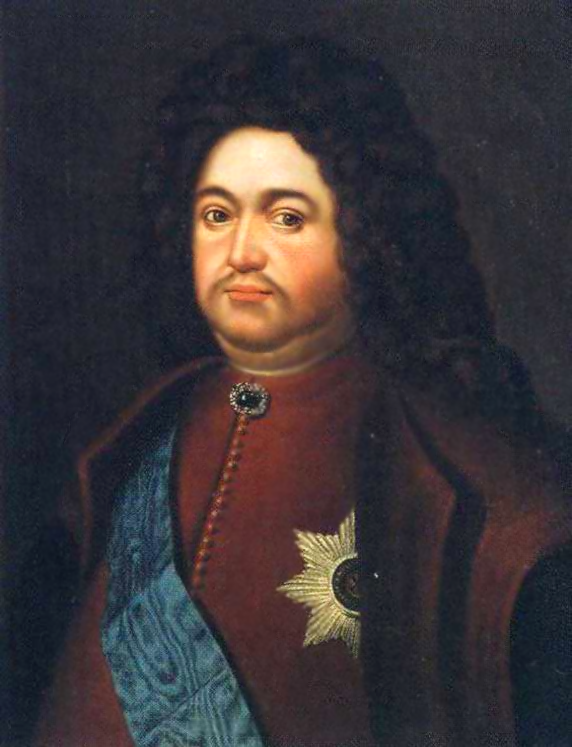
Fjodor Golovín.

Fjodor Aleksejevitj Golovín (ryska: Фёдор Алексеевич Головин), född 1650, död den 30 juli 1706, var en rysk diplomat, statsman och militär. Han var far till Nikolaj Golovin.
Golovin utsågs under storfurstinnan Sofias regering att försvara fästningen Albazin mot kineserna. Han deltog i förhandlingarna inför fördraget i Nertjinsk med Kina 1689, var en av initiativtagarna till expeditionen mot Azov 1695 och deltog 1697 i den stora ambassaden till de västerländska hoven.
Han hade under resan plats i tsarens svit näst efter Lefort och fick förtroendet att införskriva utländska sjömän och skeppsbyggare till Ryssland. Efter Leforts död 1699 blev han dennes efterträdare som amiralgeneral, och erhöll samma år den nyinträttade grevevärdigheten, som en av tsar Peters mest betrodda statsmän. Året efter blev han fältmarskalk. Från denna tid till sin död ledde Golovin de facto Rysslands utrikespolitik och avslöt bland annat Konstantinopeltraktaten, som förlängde freden i Karlowitz på 30 år.